# Catephia pauli
Catephia pauli är en fjärilsart som beskrevs av Holloway 1976. Catephia pauli ingår i släktet Catephia och familjen nattflyn. Inga underarter finns listade i Catalogue of Life.